# 塞壬堑沟群
塞壬堑沟（Sirenum Fossae）是一道绵延在火星门农尼亚区、法厄同区等数个地区的狭长槽沟，其中心坐标位于南纬35.57度、西经197.26度处，全长约2735公里，名称取自一处火星古典反照率特征名。火星上像这类的槽沟被称为堑沟，塞壬堑沟被认为形成于一对导致中间部分下沉的断层移动，这种特征称为地堑。
 

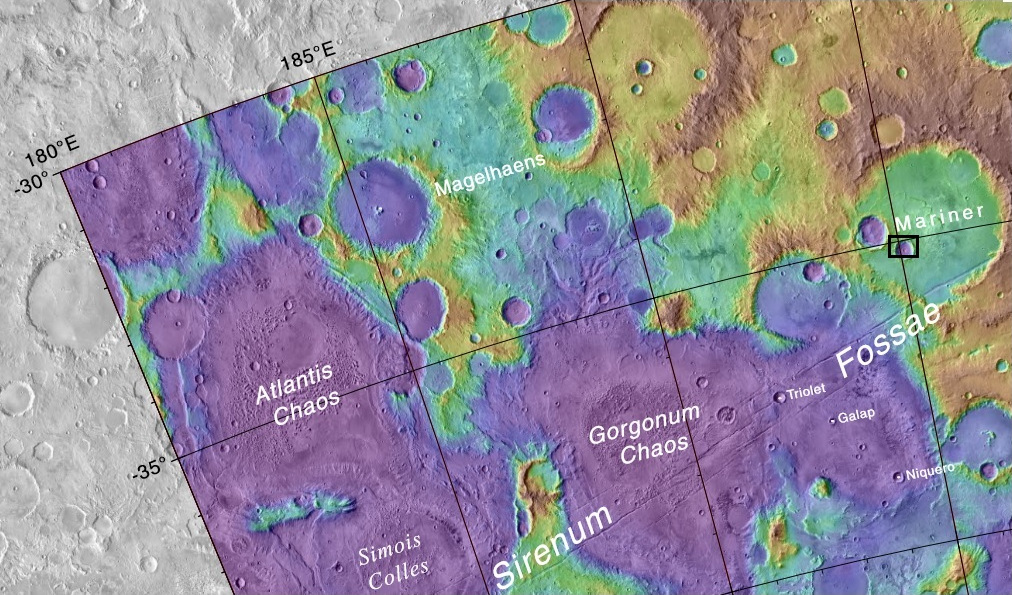
显示了塞壬堑沟、亚特兰提斯混沌、戈耳贡混沌、麦哲伦陨击坑和西摩伊斯丘群相对位置的地图。

## 冲沟
下图显示了塞壬堑沟中的冲沟，冲沟出现在陡坡上，尤其是在陨石坑的坡壁上。人们认为冲沟都相对年轻，因为它们上面几乎都没有撞击坑。此外，它们漫布在沙丘顶部，而沙丘本身则被认为相当年轻的。通常，每条冲沟都有一处沟头凹坑、沟渠和冲积扇。一些研究发现，冲沟出现在面向所有方向的斜坡上，而其他的发现，则是更多的冲沟现在面向极地的斜坡上，特别是在南纬30-44度之间的地区。
多年来，许多人认为冲沟是由流水冲刷而成，但进一步的观察表明，它们可能是由冻结的二氧化碳（干冰）所形成。最近的研究描述了从2006年开始，利用火星勘测轨道飞行器(MRO)上的高分辨率成像科学设备（HiRISE）相机，对356处地点的冲沟进行了检查，结果发现有38处地点显示冲沟形成活跃。之前和之后的图像显示，这一活动时间与季节性二氧化碳霜冻和液态水无法存在的温度相吻合。当干冰霜变成气体时，它们可以润滑干燥物质使其流动，尤其是在陡坡上。在某些年份，也许厚达1米的霜冻会引发坍塌。这种霜冻主要含有干冰，但也含有少量的水冰。

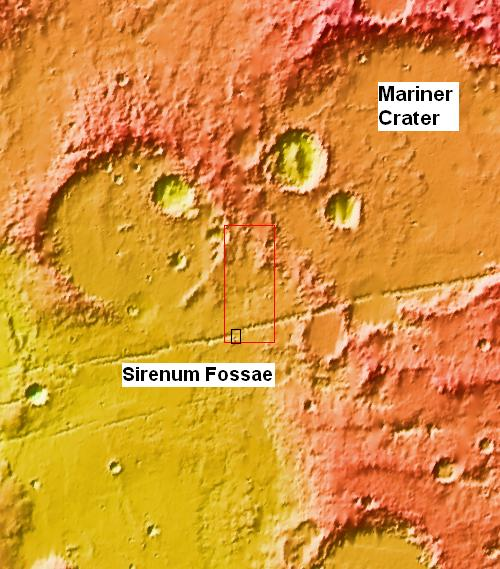
三幅“堑沟和相邻陨坑中的冲沟”系列图像中的火星轨道器激光高度计背景图，显示了水手陨击坑与塞壬堑沟的关系。
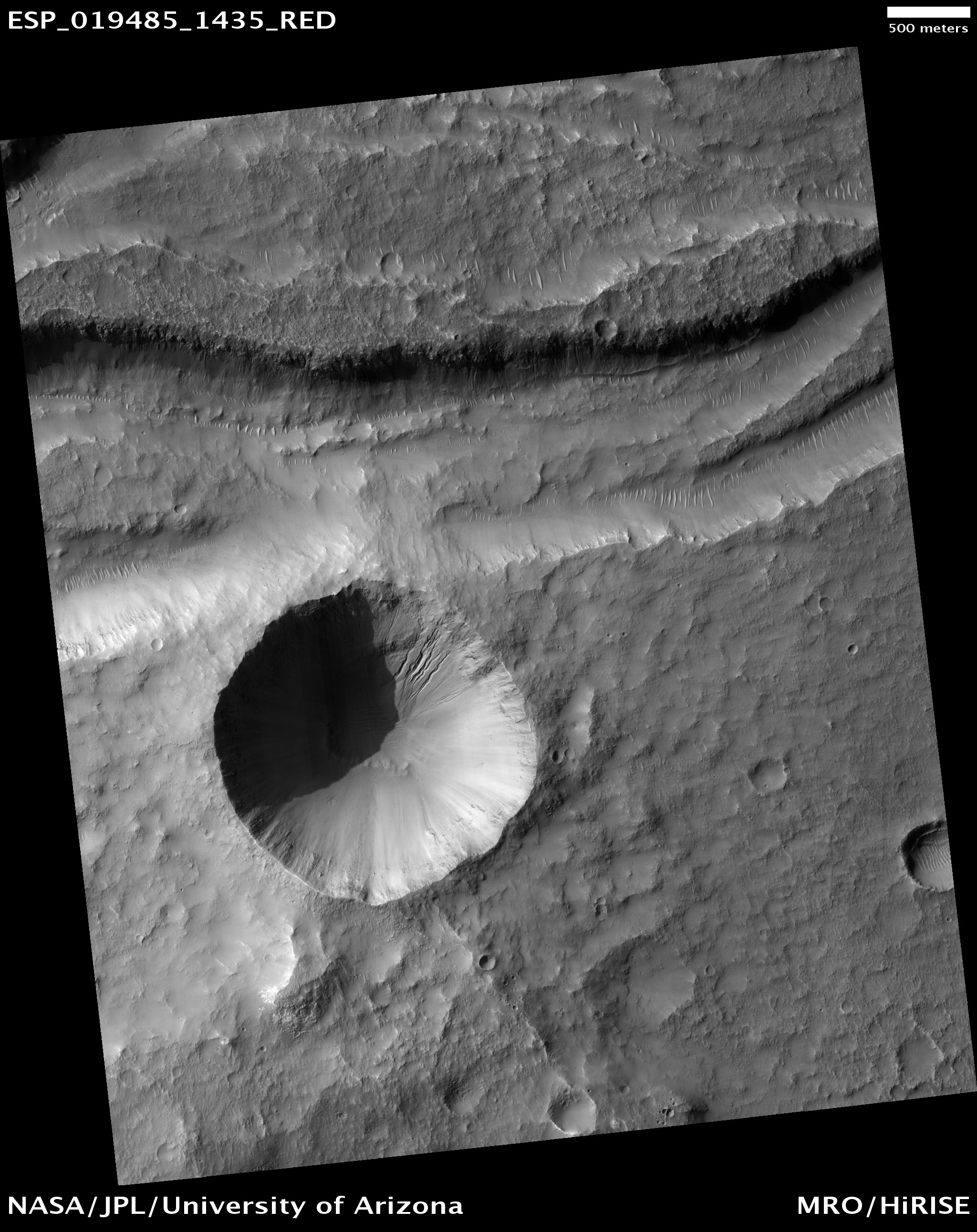
HiWish计划下高分辨率成像科学设备显示的堑沟和相邻陨坑中的冲沟，比例尺长500米。
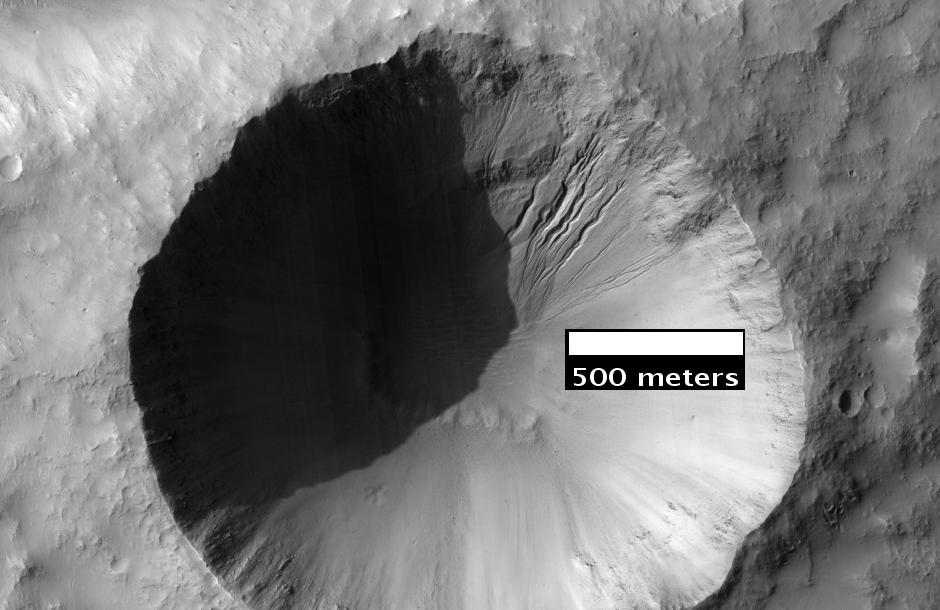
HiWish计划下高分辨率成像科学设备拍摄的堑沟中冲沟的特写。
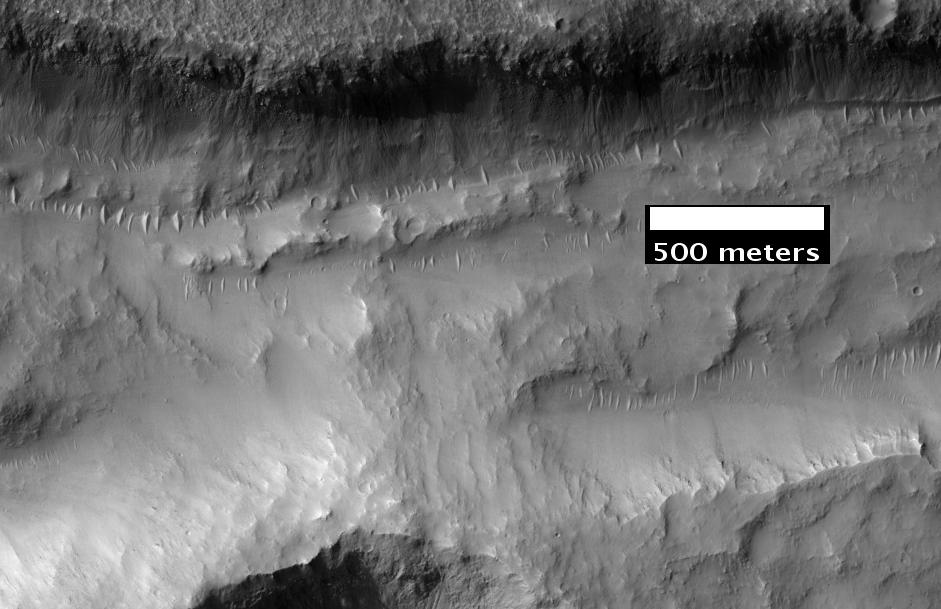
HiWish计划下高分辨率成像科学设备拍摄的堑沟中冲沟的特写，这些只是火星上可看到的一些较小的冲沟。
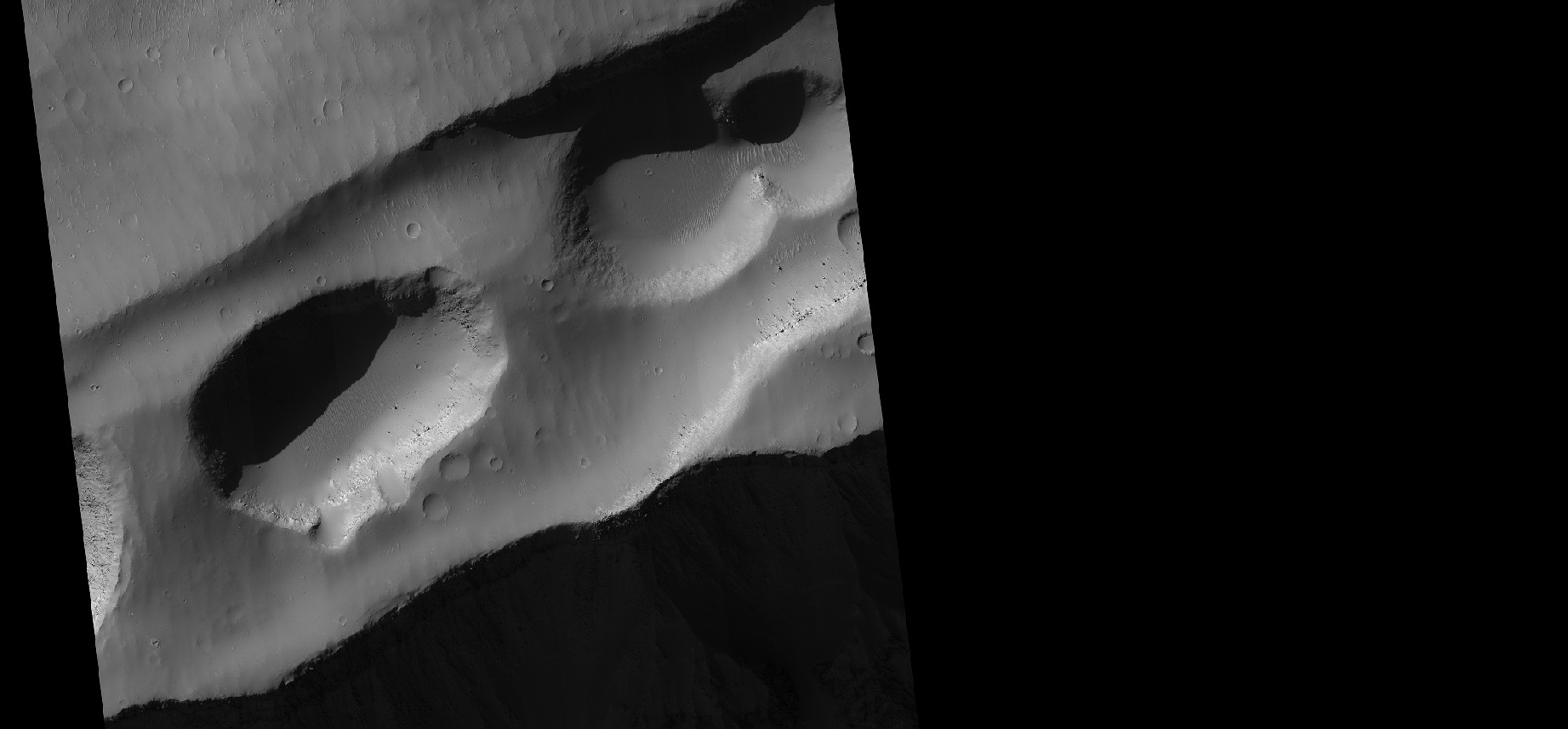
HiWish计划下高分辨率成像科学设备显示的塞壬堑沟中大型陷坑。

## 另请查看
- 堑沟
- 火星地质
- 高分辨率成像科学设备
- HiWish计划
- 火星冲沟
- 火星轨道器激光高度计 (MOLA)